# Спасо-Преображенська церква (Сухоліси)
Церква Преображення Господнього — чинна церква, пам'ятка архітектури національного значення, зразок дерев'яної архітектури XIX ст. у селі Сухоліси Білоцерківського району Київської області. Парафія належить до Київської єпархії УПЦ (МП).

## Історична довідка
На південь від Сухолісів, на лівому березі Росі лежить городище ХІ–ХІІ століть, а в самому селі, що притулилося на краю великого лісу, збереглася дерев’яна церква. Цей невеликий одноглавий храм має цікаву композицію та прекрасні пропорції, тому вважається пам’яткою архітектури національного значення.
Церква була збудована у 1726 році. У 1849 році її дуже сильно перебудували. Тому у джерелах часів Російської імперії датою будівництва вказується саме 1849 рік.
Попри те, що церковний верх узято у білий пластик, споруда майже не втратила рідкісної стрункості. Дуже пасує храмові й чудовий кований хрест, цілком згідний із бароковою традицією.
За переказами місцевих мешканців, спершу – років триста тому –  церква стояла в старому селі Сухоліси, яке потім перенесли. А разом із ним перенесли і старовинну дерев’яну церкву Святого Преображення, споруджену без єдиного цвяха. Оповідають, що храм люди несли на руках, аби не зруйнувати під час розібрання. З того часу церкву вважають особливою, люди їдуть з усіх усюд.  А коли наприкінці 50-х років ХХ століття з «центру» надійшов наказ знищити храм, місцеві мешканці на чолі з головою колгоспу встали на його захист. Голови, звісно, «полетіли», але церкву відстояли.
Метричні книги, клірові відомості, сповідні розписи церкви Преображення Господнього с. Сухоліси XVIII ст. - Київського воєв., з 1797 р. Васильківського пов. Київської губ.; ХІХ ст. - Блощинської волості Васильківського пов. Київської губ. зберігаються в ЦДІАК України. http://cdiak.archives.gov.ua/baza_geog_pok/church/sukh_007.xml [Архівовано 2 січня 2019 у Wayback Machine.]

## Архітектура
Церква дерев'яна на кам'яному фундаменті вертикально ошальована хрестова в плані п'ятизрубна однокупольна з прибудовами. Купол - восьмерик на четверику з двома заломами - увінчаний невеликою маківкою. В інтер'єрі збереглися тематичні розписи XIX ст. 
У бабинці розташовані хори. Всі зруби, крім центрального, перекриті плоскою стелею.
Цікава композиція і прекрасно знайдені пропорції будівлі ставлять його в ряд цінних пам'яток українського дерев'яного зодчества.